# 圣皮埃尔多莱龙
圣皮埃尔多莱龙（法語：Saint-Pierre-d'Oléron，法語發音：[sɛ̃ pjɛʁ dɔleʁɔ̃]，意为“奥莱龙的圣皮埃尔”）是法国滨海夏朗德省的一个市镇，因地处奥莱龙岛上而得名。属于罗什福尔区。

## 地名
《世界地名译名词典》将其误译作“圣皮埃尔-多勒龙”，“勒”字为此书误将该地名“Saint-Pierre-d'Oléron”记为“Saint-Pierre-d'Oleron”造成的误译。

## 地理
圣皮埃尔多莱龙（45°56'37"N, 1°18'21"W）面积40.55 平方千米，位于法国新阿基坦大区滨海夏朗德省，该省份为法国西部滨海省份，北起旺代省，西临大西洋，南至吉倫特省，东南接多爾多涅省，东北接德塞夫勒省接壤，东临夏朗德省。
与圣皮埃尔多莱龙接壤的市镇（或旧市镇、城区）包括：多吕斯多莱龙、圣乔治多莱龙。
圣皮埃尔多莱龙的时区为UTC+01:00、UTC+02:00（夏令时）。

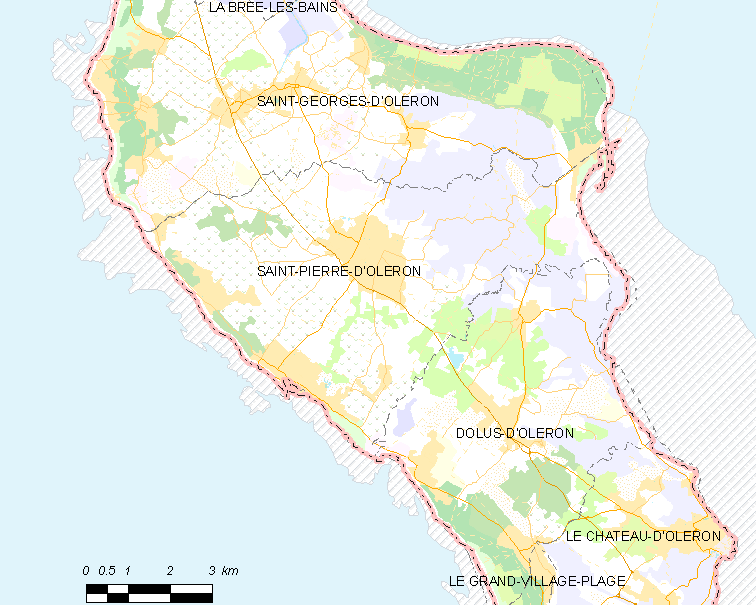
圣皮埃尔多莱龙的OSM定位图

## 行政
圣皮埃尔多莱龙的邮政编码为17310，INSEE市镇编码为17385。

## 政治
圣皮埃尔多莱龙所属的省级选区为奥莱龙岛县。

## 人口
圣皮埃尔多莱龙于2022年1月1日时的人口数量为6665人。